# Rhopilema hispidum
Rhopilema hispidum är en manetart som beskrevs av Ernst Vanhöffen 1888. Rhopilema hispidum ingår i släktet Rhopilema och familjen Rhizostomatidae. Inga underarter finns listade i Catalogue of Life.